# California State Route 75
Pour les articles homonymes, voir Route 75.
La California State Route 75 est une route de l'État de Californie, aux États-Unis.
Effectuant une boucle sur l'Interstate 5 entre San Diego (nord) et Imperial Beach (sud), elle traverse notamment sur la Silver Strand, la ville de Coronado et le San Diego-Coronado Bridge qui traverse la baie de San Diego.